# 紫金城城址与铁河古墓群
紫金城城址与铁河古墓群位于江西省南昌市新建区铁河乡和大塘坪乡，2013年被列为第七批全国重点文物保护单位。
紫金城城址为汉代海昏侯封地，铁河古墓群包括163座墓葬，其中西部墓群104座，南部墓群59座，古墓群包括几代海昏侯墓、贵族墓和平民墓。